# Gjerdåker Station
Gjerdåker Station (Gjerdåker stasjon eller Gjerdåker holdeplass) er en jernbanestation på Bergensbanen, der ligger i Voss kommune i Norge. Stationen består af et spor og en perron med et læskur.
Stationen åbnede som trinbræt 18. oktober 1941.